# Tatiana Góixik
Tatiana Góixik   (Konovalovo, 6 de juliol de 1952), de soltera Nasonova, és una atleta russa, especialista en els 400 metres, que va competir sota bandera soviètica a final de la dècada de 1970 i començaments de la de 1980.
El 1980 va prendre part en els Jocs Olímpics d'Estiu de Moscou on va guanyar la medalla d'or en la prova del 4x400 metres, tot formant equip amb Tatyana Prorochenko, Nina Zyuskova i Irina Nazarova.
En el seu palmarès també destaca una medalla de bronze al Campionat d'Europa d'atletisme en pista coberta de 1980. Una vegada retirada passà a exercir d'entrenadora.

## Millors marques
- 400 metres. 50,49" (1979)[1][3]